# 8471 Obrant
8471 Obrant (1983 RX4) là một tiểu hành tinh vành đai chính được phát hiện ngày 5 tháng 9 năm 1983 bởi L. V. Zhuravleva ở Đài vật lý thiên văn Crimean.